# Republik Florenz
Die Republik Florenz, offiziell die Florentiner Republik (italienisch Repubblica Fiorentina, oder Repubblica di Firenze), war ein mittelalterlicher und frühneuzeitlicher Staat, dessen Zentrum die Stadt Florenz in der Toskana war. Die Republik entstand 1115, als das florentinische Volk nach dem Tod von Mathilde von Canossa gegen die Markgrafschaft Toskana rebellierte, die riesige Gebiete kontrollierte, zu denen auch Florenz gehörte. Die Florentiner bildeten an der Stelle ihrer Nachfolger eine Kommune. Die Republik wurde von einem Rat regiert, der als Signoria von Florenz bekannt war. Die Signoria wurde vom Gonfaloniere (Titularherr der Stadt) gewählt, der alle zwei Monate von den Gilden und Zünften in Florenz gewählt wurde.
Die Republik hatte eine wechselvolle Geschichte von Putschen und Gegenputschen gegen verschiedene Fraktionen. Die Familie Medici erhielt 1434 unter Cosimo de’ Medici die Herrschaft über die Stadt. Die Medici verloren die Kontrolle über Florenz 1494. Giovanni de’ Medici (später Papst Leo X.) eroberte 1512 die Republik zurück.
Florenz wies 1527 während der Italienischen Kriege zum zweiten Mal die Autorität der Medici zurück. Die Medici nahmen ihre Herrschaft 1531 nach einer 11-monatigen Belagerung der Stadt wieder auf, unterstützt von Kaiser Karl V. Papst Clemens VII., selbst Medici, ernannte seinen Verwandten Alessandro de’ Medici zum ersten Herzog der florentinischen Republik und verwandelte damit die Republik Florenz in eine Erbmonarchie.
Der zweite Herzog, Cosimo I. de’ Medici, errichtete eine starke florentinische Flotte und erweiterte das Territorium, indem er im Bündnis mit Spanien 1559 die Republik Siena eroberte. Im Jahr 1569 erklärte der Papst Cosimo zum ersten Großherzog der Toskana, wodurch die Republik Florenz in das Großherzogtum Toskana überging. Die Medici regierten das Großherzogtum Toskana bis 1737.
Auf ihrem Höhepunkt war die Republik Florenz eine der wirtschaftlichen und kulturellen Zentren Europas und eine Hochburg der Renaissance. Das Mäzenatentum der Medici und weiterer aristokratischer Familien sorgte dafür, dass große architektonische und künstlerische Werke verwirklicht werden konnten. Zu den bekannten Künstlern, Schriftstellern und Gelehrten, die in Florenz wirkten, zählen Leonardo da Vinci, Sandro Botticelli, Michelangelo, Donatello, Giovanni Boccaccio, Filippo Brunelleschi, Filippo Lippi, Fra Angelico, Francesco Petrarca und Dante Alighieri.

## Geschichte

### Hintergrund
Die Stadt Florenz wurde 59 v. Chr. von Julius Cäsar gegründet. Vor dem Tod von Mathilde von Canossa im Jahr 1115 war die Stadt Teil der 846 n. Chr. gegründeten Markgrafschaft Tuscien gewesen. Die Stadt unterwarf sich nicht bereitwillig ihrem Nachfolger Rabodo (reg. 1116–1119), der in einem Streit mit der Stadt getötet wurde. Es ist nicht genau bekannt, wann die Stadt eine eigene, vom Marquisat unabhängige Regierung bildete. Die erste offizielle Erwähnung der florentinischen Republik stammt aus dem Jahr 1138, als mehrere Städte in der Toskana eine Liga gegen Heinrich den Stolzen von Bayern bildeten. Das Land war nominell Teil des Heiligen Römischen Reiches.
Nach einer Studie der Universität Florenz zogen zwischen 1000 und 1100 etwa fünfzehn alte Adelsfamilien nach Florenz. Diese waren vor allen die Donati, Buondelmonti, Adimari, Tornabuoni und Uberti.

### 12. Jahrhundert
Florenz blühte im 12. Jahrhundert durch umfangreichen Handel mit dem Ausland auf. Dies wiederum schuf eine Plattform für das demographische Wachstum der Stadt, das dem Tempo des Baus von Kirchen und Palazzi entsprach. Dieser Wohlstand wurde zunichtegemacht, als Kaiser Friedrich I. Barbarossa 1185 auf der Italienischen Halbinsel einmarschierte. Infolgedessen erwarben die Markgrafen der Toskana Florenz und seine Stadtlandschaften zurück. Die Florentiner behaupteten ihre Unabhängigkeit wieder, als der deutsch-römische Kaiser Heinrich VI. 1197 starb.

### 13. Jahrhundert
Die Bevölkerung von Florenz wuchs bis ins 13. Jahrhundert weiter an und erreichte einen Stand von 30.000 Einwohnern. Wie bereits erwähnt, unterstützten die zusätzlichen Einwohner den Handel der Stadt und umgekehrt. Mehrere neue Brücken und Kirchen wurden gebaut, allen voran die Kathedrale Santa Maria del Fiore, die 1294 begonnen wurde. Die Gebäude aus dieser Epoche sind die besten Beispiele der gotischen Architektur in Florenz. Politisch war Florenz kaum in der Lage, den Frieden zwischen seinen konkurrierenden Fraktionen aufrechtzuerhalten. Der prekäre Frieden, der zu Beginn des Jahrhunderts herrschte, wurde 1216 zerstört, als zwei Fraktionen, die als die Ghibellinen und Guelfen bekannt waren, in den Krieg zogen. Die Ghibellinen waren Anhänger der adeligen Herrscher von Florenz, während die Guelfen die Politik des Papsttums unterstützten.
Die Ghibellinen, die die Stadt seit 1244 unter Friedrich von Antiochia regiert hatten, wurden 1250 von den Guelfen abgesetzt. Die Guelfen führten Florenz zu weiterem Wohlstand. Ihre vornehmlich merkantile Ausrichtung zeigte sich bald in einer ihrer frühesten Errungenschaften: der Einführung einer neuen Münze, des Florentiner Gulden, im Jahr 1252. Aufgrund seines zuverlässigen, festen Goldgehalts war er über die Grenzen von Florenz hinaus weit verbreitet und wurde bald zu einer der gemeinsamen Währungen Europas und des Nahen Ostens. Die Guelfen verloren die Herrschaft, nachdem Florenz 1260 in der Schlacht von Montaperti gegen Siena eine katastrophale Niederlage erlitt. Die Ghibellinen nahmen die Macht wieder auf und machten viele der Vorstöße der Guelfen rückgängig, zum Beispiel durch den Abriss von Hunderten von Türmen, Häusern und Palästen. Die Zerbrechlichkeit ihrer Herrschaft veranlasste die Ghibellinen, einen Schiedsrichter in Gestalt von Papst Clemens IV. aufzusuchen, der die Guelfen offen begünstigte und sie wieder an die Macht brachte.
Die florentinische Wirtschaft erreichte ihren Höhepunkt in der zweiten Hälfte des 13. Jahrhunderts, und ihr Erfolg spiegelte sich im Bau des berühmten Palazzo della Signoria wider, der von Arnolfo di Cambio entworfen wurde. Die florentinischen Städte wurden 1292 in Verwaltungsbezirke aufgeteilt. 1293 wurden die Justizverordnungen erlassen, die während der italienischen Renaissance zur Verfassung der Republik Florenz wurden. Die zahlreichen luxuriösen Palazzi der Stadt wurden von Stadthäusern umgeben, die von der immer wohlhabenderen Kaufmannsklasse erbaut wurden. 1298 ging die Familie Bonsignori aus Siena, eine der führenden Bankiersfamilien Europas, in Konkurs, sodass Siena den Status als wichtigstes Bankenzentrum Europas an Florenz verlor.

### 14. Jahrhundert

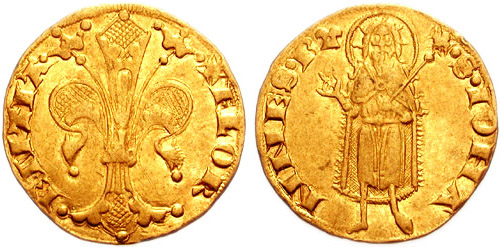
Florentiner aus dem Jahr 1347

Im Jahr 1304 brach im Krieg zwischen den Ghibellinen und den Guelfen ein großer Brand aus, der einen Großteil der Stadt zerstörte.
Der Goldgulden der Republik Florenz, der Florentiner, war die erste europäische Goldmünze seit der Römerzeit, die in ausreichender Menge geprägt wurde, um eine bedeutende kommerzielle Rolle zu spielen. Da viele florentinische Banken internationale Unternehmen mit Zweigstellen in ganz Europa waren, wurde der Florentiner Gulden schnell zur dominierenden Handelsmünze Westeuropas für großvolumige Transaktionen und ersetzte Silberbarren. Dabei war das Münzrecht eigentlich dem Kaiser vorbehalten.
Tatsächlich stärkten sich mit dem Zusammenbruch der Bonsignori mehrere neue Bankiersfamilien in Florenz: die Bardi, Peruzzi und die Acciaioli. Die Phase als führende Bankenstadt Europas dauerte allerdings nicht lange; die genannten Familien waren 1340 bankrott, allerdings weniger wie oft behauptet aufgrund der Weigerung Eduard III. von England, seine Schulden zu bezahlen, sondern eher wegen einer europaweiten wirtschaftlichen Rezession. Zuerst versuchten sie 1340 noch eine Verschwörung, um die städtische Macht zu behalten, wurden allerdings zeitweise aus der Stadt gewiesen. Weil die Wirtschaftskrise weiterging, wurde 1342 Herzog Walter VI. von Brienne zum Signore und Sanierer ernannt. Zunächst sehr erfolgreich, demokratisierte er unter anderem das Johannisfest durch neue volksnahe Präsentationsformen und machte sich der traditionellen Oberschicht so verhasst.

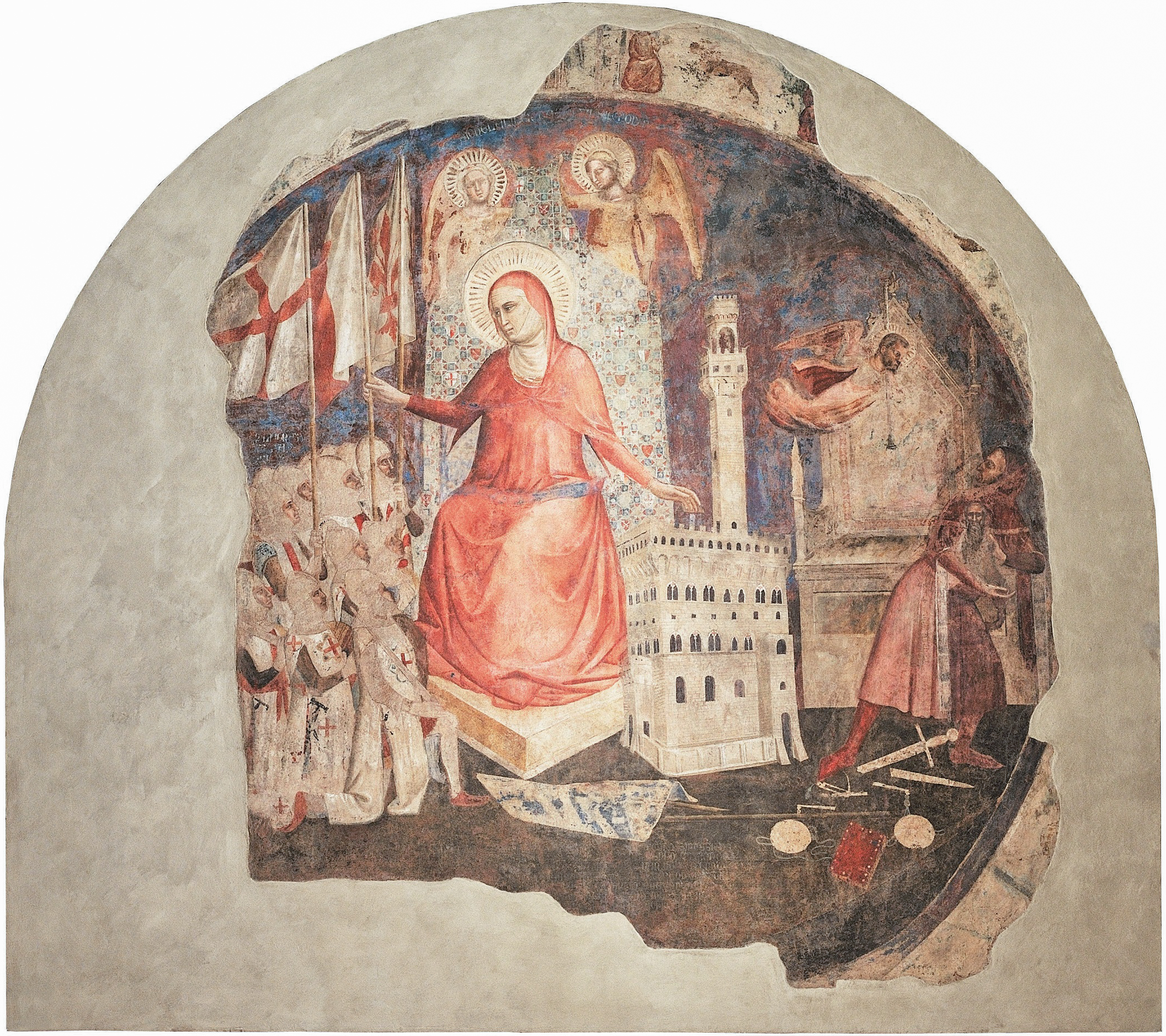
Orcagnas Vertreibung des Herzogs von Athen (Fresko im P. Vecchio)

Doch am Annenfest, dem 26. Juli 1343, wurde der „Herzog von Athen“ vom aufgewiegelten Volk gestürzt und zog ab. Einige Jahre herrschten nun „kleinere“ Leute aus der Mitte zum Missfallen der Oberschicht.
Während die Banken untergingen, florierte die florentinische Literatur, und Florenz war die Heimat einiger der größten Schriftsteller der italienischen Geschichte: Dante, Petrarca und Boccaccio. Sie waren die ersten Volksschriftsteller Europas, die den toskanischen Dialekt des Italienischen (der sich in der Folge zur italienischen Standardsprache entwickelte) dem Lateinischen vorzogen.
Mitten in dieser Phase wurde Florenz von der Pest schwer getroffen. Aus dem Orient stammend, kam sie 1347 nach Messina. Die Pest verwüstete Europa und raubte dem Kontinent schätzungsweise ein Drittel seiner Bevölkerung. In Florenz selbst starben sogar bis zu 70 Prozent der Bevölkerung. Zusammen mit dem wirtschaftlichen Abschwung forderte dies seinen Tribut vom Stadtstaat. Der darauffolgende Zusammenbruch des Feudalsystems veränderte die soziale Zusammensetzung Europas für immer; es war einer der ersten Schritte aus dem Mittelalter.
Der Krieg mit dem Avignonesischen Papsttum belastete das Regime ebenfalls. Im Jahr 1378 erhoben sich die unzufriedenen Wollarbeiter im Der Ciompi-Aufstand und begründeten eine revolutionäre Kommune des popolo minuto. Im Jahr 1382 zerschlugen die wohlhabenderen Klassen die Keime der Rebellion.
Die berühmte Banco Medici wurde im Oktober 1397 von Giovanni di Bicci de’ Medici gegründet. Die Bank bestand (wenn auch in stark geschrumpfter Form) bis zur Zeit Ferdinandos II. de’ Medici im 17. Jahrhundert fort. Doch zunächst florierte Giovannis Bank.
Ab 1389 dehnte Gian Galeazzo Visconti, der Herzog von Mailand, seine Herrschaft auf Venetien, Piemont, Emilia und die Toskana aus. Während dieser Zeit war Florenz unter der Führung von Maso degli Albizzi und Niccolò da Uzzano in drei Kriege mit Mailand verwickelt (1390–92, 1397–98, 1400–02). Die Florentiner Armee unter dem Kommando von John Hawkwood hielt die Mailänder während des ersten Krieges in Schach. Der zweite Krieg begann im März 1397. Die mailändischen Truppen verwüsteten den florentinischen Contado, wurden aber im August desselben Jahres zurückgeschlagen. Die Kriegsausgaben überstiegen eine Million Gulden und erforderten Steuererhöhungen und Zwangskredite. Ein Friedensabkommen im Mai 1398 wurde von Venedig vermittelt, ließ aber den Konflikt ungelöst. In den folgenden zwei Jahren brach die Kontrolle der Florentiner über die Toskana und Umbrien zusammen. Pisa und Siena sowie eine Reihe kleinerer Städte unterwarfen sich Gian Galeazzo, während Lucca sich aus der Anti-Visconti-Liga zurückzog, wobei Bologna der einzige große Verbündete blieb.

### 15. Jahrhundert
Im November 1400 wurde eine Verschwörung aufgedeckt, an der sowohl Exilanten als auch interne Gegner beteiligt waren. Zwei Ricci waren als Anführer eines Komplotts zur Ausschaltung des inneren Kreises des Regimes und zur Öffnung der Tore für die Mailänder verwickelt. Aus den Geständnissen ging hervor, dass der Plan breite Unterstützung bei den Eliten fand, darunter auch bei einem Medici und mehreren der Alberti.

Die Republik finanzierte den designierten Kaiser Ruprecht. Er wurde jedoch im Herbst 1401 von den Mailändern besiegt. Visconti wandte sich dann nach Bologna. Am 26. Juni 1402 wurden kombinierte bolognesisch-florentinische Streitkräfte bei Casalecchio in der Nähe von Bologna eingesetzt, welches am 30. Juni eingenommen wurde. Der Weg in die Toskana war frei. Florenz wurde jedoch gerettet, nachdem sich die Pest von der Toskana auf die Emilia und die Lombardei ausgebreitet hatte. Gian Galeazzo starb daran am 3. September 1402.

Karte der italienischen Staaten 1494

Die Visconti-Domänen wurden unter drei Erben aufgeteilt. Gabriele Maria Visconti verkaufte Pisa für 200.000 Gulden an die Republik Florenz. Da die Pisaner nicht die Absicht hatten, sich freiwillig ihren langjährigen Rivalen zu unterwerfen, nahm die Armee unter Maso degli Albizzi am 9. Oktober 1406 nach einer langen Belagerung, die von zahlreichen Gräueltaten begleitet war, Pisa ein.
An die staatlichen Behörden hatte sich das Herzogtum Mailand 1422 mit einem Vertrag gewandt, der Florenz die Einmischung in den bevorstehenden Krieg Mailands mit der Republik Genua untersagte. Florenz verpflichtete sich, aber Mailand missachtete seinen eigenen Vertrag und besetzte eine florentinische Grenzstadt. Die Regierung von Florenz wollte Krieg, während die Bevölkerung diesen ablehnte, da sie enormen Steuererhöhungen unterworfen wäre. Die Republik zog schließlich gegen Mailand in den Krieg und gewann, nachdem die Republik Venedig auf ihrer Seite eingetreten war. Der Krieg wurde 1427 beendet, und die Visconti von Mailand waren gezwungen, einen ungünstigen Vertrag zu unterzeichnen.
Die während des Krieges entstandenen Schulden waren gigantisch, etwa 4,2 Millionen Gulden. Um sie zu begleichen, musste der Staat das Steuersystem ändern. Das derzeitige Estimosystem wurde durch den Katasto ersetzt. Der Katasto basierte auf dem gesamten Vermögen eines Bürgers, während das Estimo lediglich eine Form der Einkommensteuer war. Abgesehen vom Krieg schuf Filippo Brunelleschi die berühmte Kuppel der Santa Maria del Fiore, die sowohl Zeitgenossen als auch moderne Beobachter in Erstaunen versetzte.

#### Die Medici
Cosimo de’ Medici, der Sohn von Giovanni di Bicci de’ Medici, trat die Nachfolge seines Vaters als Leiter der Banco Medici an. Er spielte eine herausragende Rolle in der Regierung von Florenz bis zu seinem Exil im Jahr 1433, nach einem verheerenden Krieg mit der Republik Lucca. Cosimos Exil in Venedig dauerte weniger als ein Jahr, als die Bevölkerung von Florenz in einer demokratischen Abstimmung Cosimos Exil stürzte. Cosimo kehrte unter dem Beifall seines Volkes und zur Verbannung der Familie Albizzi zurück, die ihn ins Exil verbannt hatte.

#### Cosimo de’ Medici

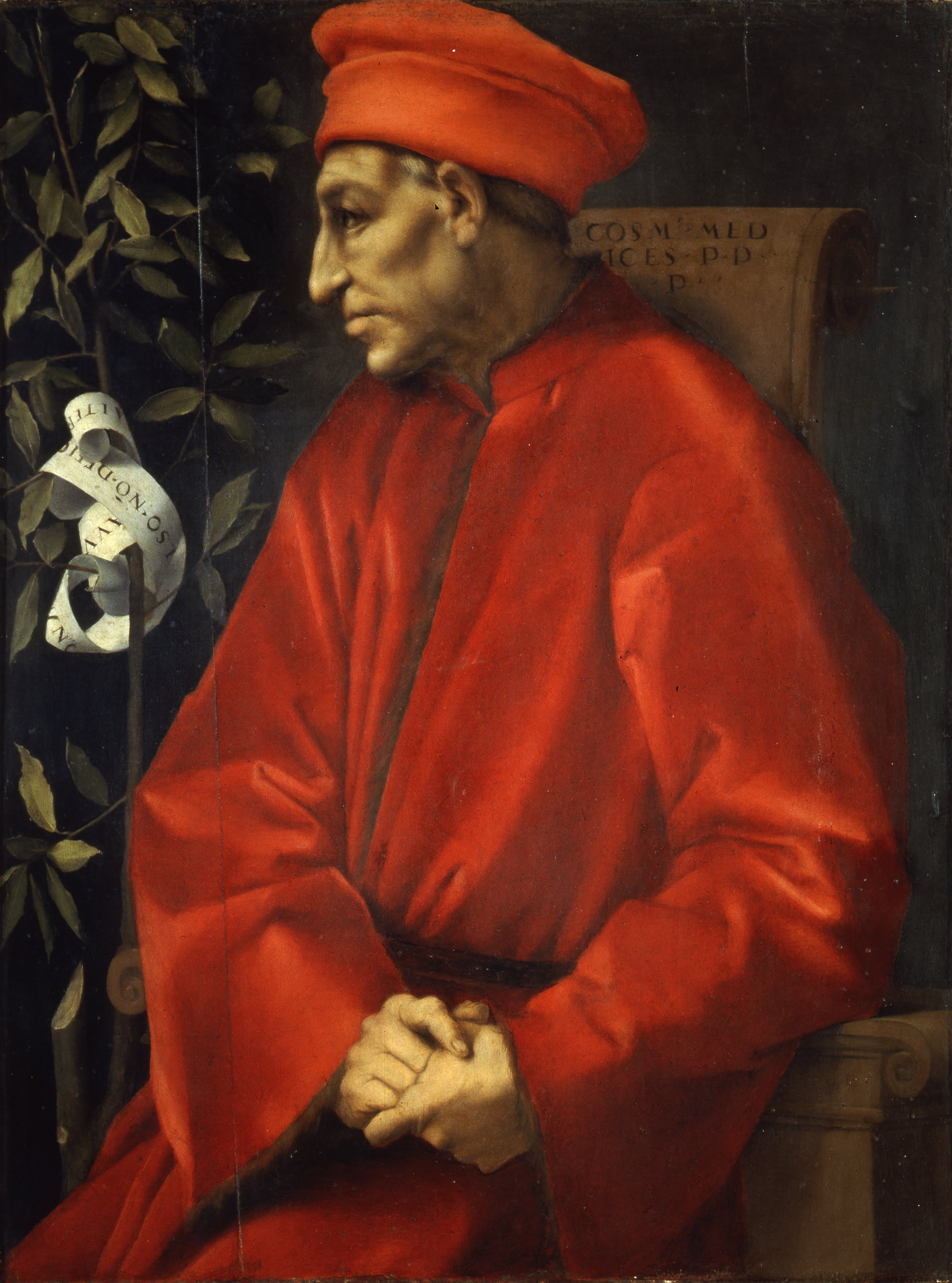
Cosimo de’ Medici, gemalt von Jacopo da Pontormo

Die Renaissance begann während Cosimos De-facto-Herrschaft über Florenz. Niccolò Niccoli war der führende florentinische Geisteswissenschaftler jener Zeit. Er ernannte 1397 den ersten Professor für Griechisch, Manuel Chrysoloras (den Begründer des Hellenismus in Italien), an die Universität von Florenz. Niccoli war ein eifriger Sammler antiker Manuskripte, die er Cosimo bei dessen Tod 1437 vermachte. Poggio Bracciolini folgte Niccoli als Haupthumanist von Florenz nach. Poggio Bracciolini wurde 1380 in Arezzo geboren. Er bereiste Europa auf der Suche nach antiken griechisch-römischen Manuskripten für Niccoli. Im Gegensatz zu seinem Arbeitgeber verfasste Bracciolini auch seine eigenen Werke. Kurz vor seinem Tod wurde er von Cosimo, der sein bester Freund war, zum Kanzler von Florenz ernannt.
Florenz war 1439 Gastgeber des Konzils von Ferrara/Florenz; dieses Konzil wurde in dem Versuch ins Leben gerufen, die byzantinisch-orthodoxe Kirche mit dem römischen Katholizismus zu versöhnen. Papst Eugen IV. berief es als Antwort auf einen Hilferuf des Kaisers des Oströmischen Reiches (auch als Byzantinisches Reich bekannt) Johannes VIII. Palaiologos ein. Das Reich von Johannes VIII. wurde langsam von den osmanischen Türken erobert. Das Konzil war ein enormer Auftrieb für das internationale Ansehen von Florenz. Das Konzil beriet bis Juli 1439. Beide Parteien hatten sich auf einen Kompromiss geeinigt, und der Papst stimmte zu, dem byzantinischen Kaiser militärisch zu helfen. Nach der Heimkehr von Johannes VIII. nach Konstantinopel kam es jedoch zu Unruhen im gesamten Rest des Byzantinischen Reiches, da die Griechen den Kompromiss ablehnten. Johannes VIII. sah sich gezwungen, die Vereinbarung mit der römischen Kirche zu widerrufen, um die Randalierer zu besänftigen. Infolgedessen gab es keine westliche Hilfe, und das Schicksal des Byzantinischen Reiches war besiegelt. Vierzehn Jahre später, 1453, fiel Konstantinopel an die Osmanen.
Cosimos glühendes Mäzenatentum verwandelte Florenz in den Inbegriff einer Renaissancestadt. Er beschäftigte Donatello, Brunelleschi und Michelozzo. All diese künstlerischen Aufträge kosteten Cosimo über 600.000 Gulden.
Die Außenbeziehungen, sowohl vor dem Hintergrund von Cosimos Aufstieg zur Macht als auch während der ersten zwanzig Jahre seiner Herrschaft, wurden von den Kriegen in der Lombardei beherrscht. Diese Serie von Konflikten zwischen der Republik Venedig und dem Herzogtum Mailand um die Hegemonie in Norditalien dauerte von 1423 bis 1454 und betraf eine Reihe italienischer Staaten, die je nach ihren wechselnden Interessen gelegentlich die Seiten wechselten. Filippo Maria Visconti von Mailand fiel in den 1430er Jahren zweimal in Florenz ein, und erneut 1440, aber seine Armee wurde schließlich in der Schlacht von Anghiari besiegt. Die Invasionen von Mailand wurden weitgehend von der im Exil lebenden Albizzi-Familie angezettelt. Der Tod von Filippo Maria 1447 führte zu einer grundlegenden Veränderung der Bündnisse. Im Jahr 1450 etablierte sich Cosimos Verbündeter Francesco Sforza als Herzog von Mailand. Florentiner Handelsinteressen veranlassten sie, Sforzas Mailand im Krieg gegen Venedig zu unterstützen, während der Fall Konstantinopels 1453 den venezianischen Finanzen einen Schlag versetzte. Schließlich erkannte der Frieden von Lodi die venezianischen und florentinischen Gebietsgewinne und die Legitimität der Sforza-Herrschaft in Mailand an. Die Allianz Mailand-Florenz spielte eine wichtige Rolle bei der Stabilisierung der Halbinsel für die nächsten 40 Jahre.
Die politische Krise von 1458 war die erste ernsthafte Herausforderung für die Herrschaft der Medici. Die Kosten der Kriege waren von den großen Familien von Florenz getragen worden, und zwar unverhältnismäßig stark von den Gegnern der Medici. Einige von ihnen (Serragli, Baroncelli, Mancini, Vespucci, Gianni) waren praktisch ruiniert und mussten ihre Besitztümer verkaufen, und diese wurden von den Verbündeten der Medici zu Schnäppchenpreisen erworben. Die Opposition nutzte die teilweise Lockerung der Kontrolle der Medici über die Institutionen der Republik, um politische Reformen, Redefreiheit in den Räten und eine größere Beteiligung an der Entscheidungsfindung zu fordern. Die Reaktion der Medici-Partei bestand darin, Gewaltandrohungen von Privatarmeen und mailändischen Truppen einzusetzen und eine von Cosimos Anhängern dominierte Volksversammlung zu organisieren. Sie verbannte die Regimegegner ins Exil und führte die offene Abstimmung in den Räten ein, um die Anti-Medici Rebellen zu diskreditieren.
Ab 1458 zog sich Cosimo von jeder offiziellen öffentlichen Rolle zurück, aber seine Kontrolle über Florenz war größer denn je. Im Frühjahr 1459 empfing er den neuen Papst Pius II., der auf dem Weg zum Konzil von Mantua in Florenz Halt machte, um einen Kreuzzug gegen die Osmanen zu verkünden, und Galeazzo Maria Sforza, der den Papst von Florenz nach Mantua begleiten sollte. In seinen Memoiren sagte Pius, dass Cosimo "als der Schiedsrichter von Krieg und Frieden, als der Regulator des Rechts angesehen wurde; weniger als ein Bürger als vielmehr als Herr seiner Stadt. Politische Räte wurden in seinem Haus abgehalten; die von ihm gewählten Magistrate wurden gewählt; er war König in allem außer in seinem Namen und seinem Rechtsstatus. … . Einige behaupteten, seine Tyrannei sei unerträglich".

#### Piero de’ Medici
Piero di Cosimo de’ Medici war der älteste Sohn von Cosimo. Piero, wie sein Spitzname "die Gicht" andeutet, litt an Gicht und erfreute sich keiner guten Gesundheit. Pieros Herrschaft förderte die stets zänkischen politischen Spaltungen von Florenz, als er die hohen Forderungen der Banco Medici eingetrieben hatte. Diese Schulden hatte vor allem ein florentinischer Adeliger, Luca Pitti. Pitti rief zu einem bewaffneten Aufstand gegen Piero auf, doch ein Mitverschwörer verhinderte dies. Herzog Francesco Sforza von Mailand starb 1466, und sein Sohn Galeazzo Maria Sforza wurde der neue Mailänder Herzog. Mit dem Tod von Francesco Sforza verlor Florenz einen wertvollen Verbündeten unter den anderen italienischen Staaten.
Im August 1466 handelten die Verschwörer. Sie erhielten Unterstützung vom Herzog von Ferrara, der Truppen in das florentinische Land einmarschieren ließ, mit der Absicht, Piero abzusetzen. Der Staatsstreich scheiterte. Die Florentiner waren nicht bereit, ihn zu unterstützen, und bald nach ihrer Ankunft verließen die Truppen Ferraras die Stadt. Die Verschwörer wurden auf Lebenszeit ins Exil geschickt. Während die internen Probleme gelöst wurden, ergriff Venedig 1467 die Gelegenheit, in florentinisches Gebiet einzufallen. Piero ernannte Federigo da Montefeltro, Herr von Urbino, zum Befehlshaber seiner Söldner. Es kam zu einer ergebnislosen Schlacht, in der sich die venezianischen Truppen zurückzogen. Im Winter 1469 starb Piero. Lorenzo de’ Medici war der älteste Sohn Pieros von seiner Frau Lucrezia Tornabuoni.

#### Lorenzo de’ Medici

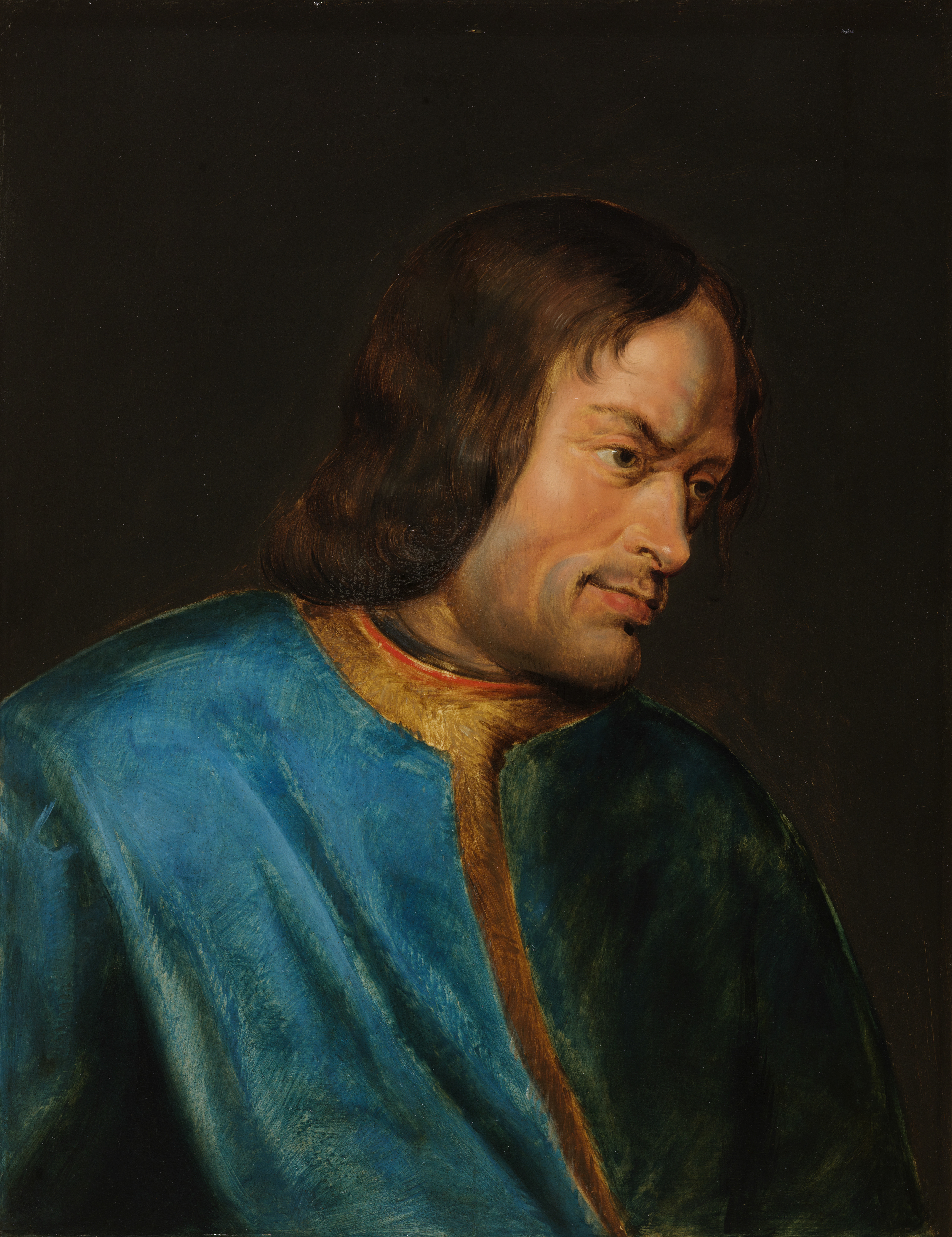
Lorenzo de’ Medici, gemalt von Peter Paul Rubens

Lorenzo trat die Nachfolge seines Vaters Piero an. Als Erbe wurde Lorenzo von seinem Vater entsprechend vorbereitet, um über Florenz zu herrschen. Lorenzo war der größte künstlerische Mäzen der Renaissance. Er förderte u. a. Leonardo da Vinci, Michelangelo und Botticelli. Während der Herrschaft Lorenzos erreichte die Renaissance in Florenz ihren Höhepunkt. Lorenzo gab eine Vielzahl erstaunlicher Kunstwerke in Auftrag und sammelte auch gerne Edelsteine. Lorenzo hatte mehrere Kinder mit seiner Frau Clarice Orsini, darunter den zukünftigen Papst Leo X. und seinen späteren Nachfolger in Florenz, Piero di Lorenzo de’ Medici (Piero den Unglücklichen).
Lorenzos Bruder Giuliano wurde in der Pazzi-Verschwörung von 1478 vor seinen eigenen Augen getötet. Diese Verschwörung wurde von der Familie Pazzi angezettelt. Der Staatsstreich war erfolglos, und die Verschwörer wurden auf sehr gewaltsame Weise hingerichtet. Das Komplott wurde vom Erzbischof von Pisa, Francesco Salviati, unterstützt, der ebenfalls in seinen zeremoniellen Gewändern hingerichtet wurde. Die Nachricht von diesem Sakrileg erreichte Papst Sixtus IV. (der auch die Verschwörung gegen die Medicis unterstützt hatte). Sixtus IV. war "empört" und exkommunizierte jeden in Florenz. Sixtus schickte eine päpstliche Delegation nach Florenz, um Lorenzo zu verhaften. Die Bevölkerung von Florenz war offensichtlich empört über das Vorgehen des Papstes, und auch der örtliche Klerus war verärgert. Die Bevölkerung weigerte sich, Lorenzo an die päpstliche Delegation auszuliefern. Es folgte ein Krieg, der zwei Jahre dauerte, bis Lorenzo sich um die diplomatische Sicherung des Friedens bemühte. Lorenzo starb 1492 und wurde von seinem Sohn Piero abgelöst.

#### Piero di Lorenzo de’ Medici
Piero regierte Florenz nur zwei Jahre lang. Karl VIII. von Frankreich fiel im September 1494 in Italien ein. Er verlangte die Durchreise durch Florenz nach Neapel, wo er sich den Thron sichern wollte. Piero traf sich mit Karl am Rande von Florenz, um zu versuchen, zu verhandeln. Piero kapitulierte vor allen Forderungen Karls, und als er im November in die Stadt zurückkehrte, wurde er als Verräter gebrandmarkt. Er war gezwungen, mit seiner Familie aus der Republik zu fliehen.

#### Girolamo Savonarola

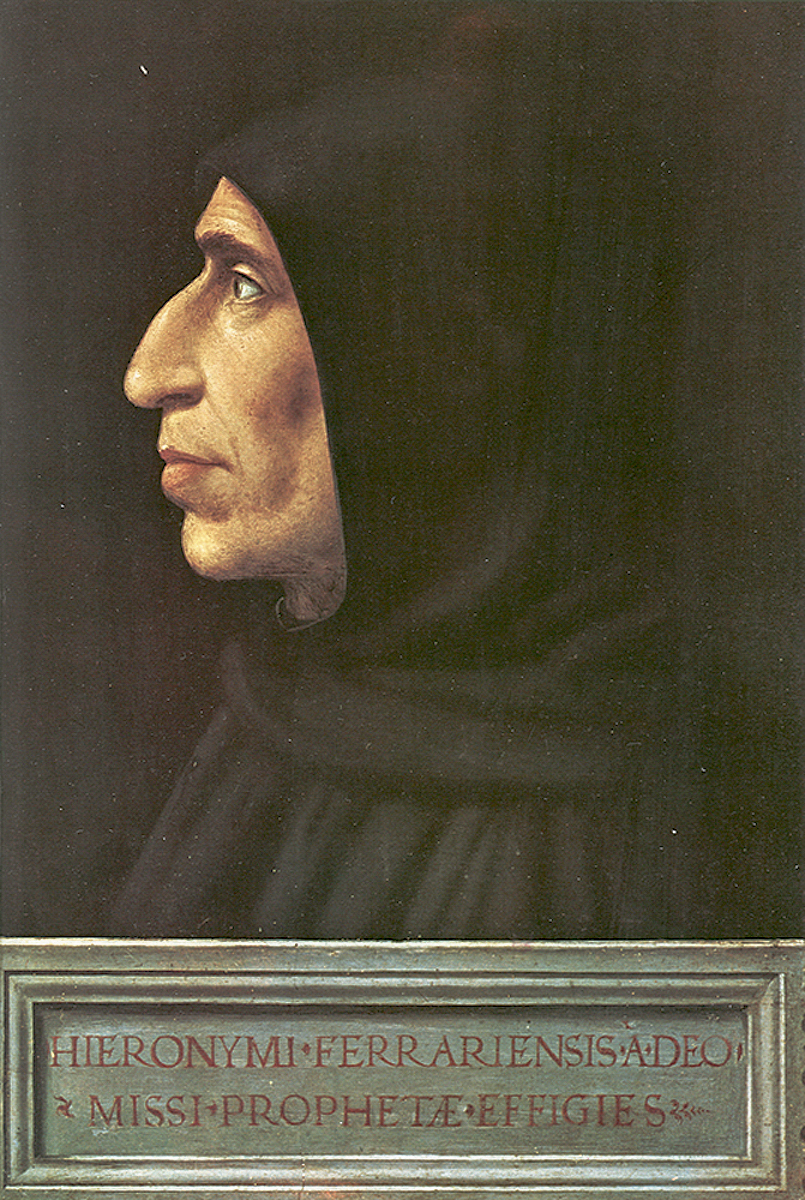
Girolamo Savonarola, gemalt von Fra Bartolommeo

Nach dem Sturz der Medici regierte Girolamo Savonarola den Staat. Savonarola war ein Priester aus Ferrara. Er kam in den 1480er Jahren nach Florenz. Durch das Verkünden von Prophezeiungen und durch energische Predigten gewann er das Volk für seine Sache. Die neue Regierung Savonarolas leitete demokratische Reformen ein. Sie ermöglichte vielen Exilanten die Rückkehr nach Florenz, die von den Medici verbannt worden waren. Savonarolas Hintergedanke war jedoch, Florenz in eine "Stadt Gottes" zu verwandeln. Die Florentinerinnen trugen keine grellen Farben mehr, und viele Frauen legten den Eid ab, Nonnen zu werden. Savonarola wurde vor allem durch sein "Feuer der Eitelkeiten" berühmt, in dem er befahl, alle "Eitelkeiten" zu sammeln und zu verbrennen. Dazu gehörten Perücken, Parfüm, Gemälde und antike Manuskripte. Savonarolas Florenz brach ein Jahr später zusammen. Ende 1497 wurde er von Papst Alexander VI. exkommuniziert. Im selben Jahr begann Florenz einen Krieg mit Pisa, das seit der Invasion Karls VIII. drei Jahre zuvor de facto unabhängig war. Das Unterfangen scheiterte kläglich, und dies führte zu Nahrungsmittelknappheit. Zudem kam es zu einigen vereinzelten Fällen der Pest. Die Menschen gaben ihm die Schuld für ihre Leiden, und er wurde gefoltert und auf der Piazza della Signoria hingerichtet, indem er im Mai 1498 von den florentinischen Behörden auf dem Scheiterhaufen verbrannt wurde.

### 16. Jahrhundert
1502 wählten die Florentiner Piero Soderini zu ihrem ersten Herrscher auf Lebenszeit. Soderini hatte Erfolg, wo Savonarola gescheitert war, als der Kriegsminister Niccolò Machiavelli Pisa zurückeroberte. Zu dieser Zeit führte Machiavelli in Florenz ein stehendes Heer ein und ersetzte damit den traditionellen Einsatz von angeheuerten Söldnern.
Soderini wurde im September 1512 abgesetzt, als Kardinal Giovanni de Medici im Krieg der Liga von Cambrai mit päpstlichen Truppen Florenz eroberte. Damit wurde die Herrschaft der Medici in Florenz wiederhergestellt.
Bald nach seiner Rückkehr nach Florenz wurde Kardinal Giovanni de Medici nach Rom gerufen. Papst Julius II. war gerade gestorben, und er musste beim anschließenden päpstlichen Konklave anwesend sein. Giovanni wurde zum Papst gewählt und nahm den Namen Leo X. an. Dies brachte den Kirchenstaat und Florenz de facto in eine Personalunion. Leo X. regierte Florenz in Vertretung und ernannte seinen Bruder Giuliano de’ Medici zum Regenten, der an seiner Stelle regieren sollte.
Giuliano regierte Florenz bis zu seinem Tod im Jahr 1516 und wurde von Lorenzo di Piero de’ Medici, Herzog von Urbino, abgelöst. Er war der Vater von Catherina de’ Medici.
Lorenzo starb 1519, kurz nach der Geburt seines einzigen Kindes, an Syphilis. Die Medici konzentrierten ihre ganze Energie auf das Papsttum, das Leo X. von 1513 bis 1521 innehatte. Nach Leos Tod ging das Papsttum an Hadrian VI. über, der bis 1523 regierte. Dann wurde Kardinal Giulio de' Medici zum Papst Clemens VII. gewählt. Florenz wurde zu dieser Zeit von Ippolito de’ Medici und Alessandro de’ Medici regiert, unter der Vormundschaft von Kardinal Passerini. Ippolito war der Sohn von Giuliano de Medici, während Alessandro der angebliche Sohn von Clemens VII. war.
Im Mai 1527 wurde Rom während des Krieges der Liga des Cognac von den Habsburgern belagert. Die Stadt wurde geplündert und zerstört. Als die Medici von der Niederlage des Kirchenstaates erfuhren, wurden sie in Florenz erneut von der Anti-Medici-Fraktion abgesetzt. Eine neue Welle des Puritanismus fegte über Florenz hinweg. Viele neue einschränkende fundamentalistische Gesetze wurden verabschiedet. Die Medici wurden von der Anti-Medici-Fraktion abgesetzt.
Clemens VII. unterzeichnete mit Karl V. den Vertrag von Barcelona, nachdem Karl im Austausch gegen den Segen des Papstes in Florenz einmarschieren und die Medici wieder einsetzen sollte.
In der Schlacht von Gavinana am 3. August 1530 unterlagen die Florentiner unter Francesco Ferrucci  den Truppen Karls V. wegen eines Verrates.  Das belagerte Florenz musste sich, durch Hungersnöte und Epidemien gezwungen, dem kaiserlichen Willen beugen. Die Medici wurden nach einer langwierigen Belagerung schließlich wieder eingesetzt.
Nach dem hinterhältigen Verrat des Heerführers Malatesta Baglioni, der dem Feind die Stadttore öffnete, war die Stadt am 12. August 1530 gezwungen, sich den Belagerern zu ergeben, was sie vor der Plünderung, nicht aber vor der Rache rettete.
1533 wurde Alessandro de’ Medici von seinem Onkel Papst Clemens VII. zum Herzog der florentinischen Republik („duca della Repubblica di Firenze“) ernannt. Die Medici wurden 1569 weiter geadelt, als Alessandros Nachfolger Cosimo I. de’ Medici zum Großherzog der Toskana ernannt wurde. Die Medici regierten als Großherzöge bis ins Jahr 1737.
Alessandro de’ Medici war in der Stadt verhasst. Er ließ die neue Fortezza da Basso errichten, was von den Florentinern als eine schmachvolle Erniedrigung empfunden wurde, und er ließ die große Glocke des Palazzo della Signoria zerschlagen, die ein Symbol der Freiheit der Stadt gewesen war. Als blanker Zynismus wurde es auch angesehen, dass er die Umbenennung des Gebäudes, mit dem sich die republikanische Geschichte der Stadt verband, in Palazzo Vecchio verfügte.
Darüber hinaus führte er ein lasterhaftes und in höchstem Maße unmoralisches Leben, so dass allgemeine Erleichterung herrschte, als er 1537 einem Mord zum Opfer fiel, den sein Spießgeselle und Vetter Lorenzino de’ Medici verübte. Nach seiner Flucht nach Venedig (1539) veröffentlichte der Mörder eine berühmt gewordene Apologie, in der er sich als Tyrannenmörder darstellte. Die Regierung der Stadt wurde nun von Cosimo I. de’ Medici (1519–1574) übernommen, unter dessen langwährender Regierung sich Florenz zur glanzvollen Hauptstadt eines absoluten Fürstentums entwickelte.

## Regierung
Nach der anti-aristokratischen Verfassung von 1250 il primo popolo stand der Capitano del Popolo an der Spitze vor allem der Miliz. Ihm zur Seite stand der rechtskundige Podestà, beide mussten von auswärts kommen. Zwölf Anziani (Älteste) fassten Beschlüsse und kamen aus den sieben größten städtischen Zünften, vor allem aus der Calimala der Großhändler und Unternehmer, also dem bürgerlichen Patriziat. Später übertraf sie die Zunft der Wollproduzenten Arte di Lana. Kennzeichnend waren kurze Amtszeiten und eine machtbalancierende Organvielfalt.
Der Adel im umliegenden Contado bis Fiesole wurde militärisch unterworfen und entmachtet. 1289 wurde die Leibeigenschaft abgeschafft, 1293 wurde den adligen Magnaten das Bürgerrecht entzogen. Seit 1282 regierte das Gremium der zunächst auf 12 Monate gewählten sechs Prioren, als erster dabei der Handelsunternehmer Bartolo di Bardi. Der Name der Priori wechselte danach zu Signori, die Zahl auf acht.
Im 14. Jahrhundert wurde Florenz vom Rat namens Signoria regiert, der aus neun Männern aus 21 Zünften mit nur insgesamt 5000 bis 6000 Mitgliedern bestand. Es war demnach keine Demokratie. An ihrer Spitze stand der Gonfaloniere, der ebenso wie die Signori alle zwei Monate in einer Lotterie gewählt wurde. Um in Frage zu kommen, musste man solide Finanzen, keine Zahlungsrückstände oder Konkurse haben, älter als dreißig Jahre alt sein und Mitglied einer der sieben wichtigsten Zünfte von Florenz sein. Die Lotterie war oft im Voraus festgelegt, und die Ergebnisse waren in der Regel für einflussreiche Familien günstig. Die Namensliste in der Lotterie wurde alle fünf Jahre ersetzt. Hinzu kamen noch zwei große Ratsversammlungen mit einem Einspruchsrecht.
Die Hauptorgane der Regierung waren als tre maggiori bekannt. Sie waren: die zwölf „Guten Männer“ (buenouomini), die Bannerträger des Gonfaloniere und die Signoria. Die ersten beiden diskutierten und ratifizierten Gesetzesvorschläge, konnten sie aber nicht einführen. Die anfänglich zweimonatige Amtszeit des Gonfaloniere wurde nach dem Fall von Savonarola 1498 verlängert. Die Signoria traf sich täglich im Palazzo della Signoria. Verschiedene Ausschüsse kontrollierten bestimmte Aspekte der Regierung, z. B. das Kriegskomitee. Zu Verwaltungszwecken war Florenz in vier Bezirke unterteilt, die in vier Unterbezirke aufgeteilt waren. Der Hauptzweck dieser Bezirke bestand darin, die Versammlung der örtlichen Milizen zu erleichtern.
Um ein gewähltes Amt zu bekleiden, musste man einer Familie angehören, die bereits zuvor ein Amt innehatte. Die Familie Medici regierte Florenz faktisch auf ererbter Basis, von 1434 bis 1494, 1512–1527 und schließlich von 1531 bis 1737, nachdem Florenz in eine faktische Erbmonarchie umgewandelt worden war.